# Theridula aelleni
Theridula aelleni là một loài nhện trong họ Theridiidae. Chúng được miêu tả năm 1970 bởi Hubert.